# فرد جونز (لاعب كرة قدم بريطاني)
فرد جونز (بالإنجليزية: Fred Jones)‏ (1910 في المملكة المتحدة - ) هو لاعب كرة قدم بريطاني في مركز الهجوم. لعب مع برمنغهام سيتي وليدز يونايتد وHalesowen Town F.C. ‏ ونادي تشيلتنهام تاون لكرة القدم.